# Romano Spadaro
Romano Spadaro (* 26. Oktober 1948) ist ein Schweizer Manager und ehemaliger Sportfunktionär.

## Leben
Nach einem Studium an der Universität St. Gallen war er für Xerox tätig, verantwortlich für Marketing und Vertrieb. Von 1986 bis 1994 war er Leiter der Schweizer Tochtergesellschaft von Iveco. Von 1994 bis 2000 leitete er die Schweizer Holding von Integrated Service Solutions. Mitte des Jahres 2000 kehrte er zu Iveco zurück und war für Iveco Schweiz und Iveco Austria tätig. Im November 2000 wurde er in den Vorstand der deutschen Tochtergesellschaft von Iveco berufen, verantwortlich für den Vertrieb in Deutschland und den Export. Spadaro wurde 2004 von Iveco als "Manager des Jahres" ausgezeichnet. 2007 wechselte er als Partner zur internationalen Strategieberatung Polar Group und gründete ein eigenes Beratungsunternehmen. Im April 2011 wurde ein Konkursverfahren gegen Spadaro eröffnet, nachdem der EHC Kloten nach einer gescheiterten Kapitalerhöhung Klage eingereicht hatte. Im September 2011 endete seine Partnerschaft bei Polar Group. Im Juni 2012 wurde das Konkursverfahren geschlossen.
Spadaro ist verheiratet und Vater von drei Kindern. Er lebt in Lufingen.

## Sportfunktionär
Von 1994 bis 1999 war Spadaro Präsident des Fussballvereins Grasshopper Club Zürich. Spadaro war massgebend am Börsengang der Grasshoppers beteiligt.
Im Dezember 2008 wurde Spadaro in den Verwaltungsrat des Eishockeyvereins EHC Kloten berufen, um neue Investoren zu gewinnen. Im Dezember 2010 trat er aus gesundheitlichen Gründen zurück. Später wurde bekannt, dass eine gescheiterte Kapitalerhöhung massgebend für den Rücktritt war.